# セイブ開発
有限会社セイブ開発（セイブかいはつ）とは、日本のコンピュータゲーム製作会社。主にアーケードゲームの製作を手掛ける。近年ではスマホゲーム事業への参入も手掛ける。
1982年に有限会社セイブ電子として発足。1984年にセイブ電子のアーケードゲーム関連部門を有限会社セイブ開発として分離独立した。なお、1991年には同社の開発部門を株式会社ライズとして分離独立している。

## 概要
1990年に販売された縦スクロールシューティングゲーム『雷電』およびそのシリーズ作品が代表作である。なお、縦スクロールシューティングゲーム以外にも、様々なジャンルのゲームをリリースしている。
アーケードゲーム部門では1999年頃を最後に一旦姿を消し、公式サイトも無くなり、一時解散している。その後、麻雀ブランド開発部門キャッツを立ち上げ、解散直前から付き合いのあったアダルトビデオメーカーのh.m.pやミンクなどのアダルトゲームメーカーと共同で脱衣麻雀ゲームをリリース。2005年、退社した雷電の開発スタッフが立ち上げたMOSSが開発した『雷電III』の登場により、セイブ開発名義の作品が復活し、ファンにその健在ぶりを示すことになった。

## ゲーム作品

### アーケードゲーム
セイブ電子名義の作品も含む
- 1982年
  - ポンポコ （販売：シグマ）
- 1983年
  - スティンガー（販売：シグマ）
  - 赤ずきん（販売：シグマ）
- 1984年
  - サイオン
  - ショットライダー（販売：シグマ）
  - 功夫大君（販売：ニッコウ電子）
- 1985年
  - ナックルジョー（販売：タイトー）
  - ウィズ（販売：タイトー）
- 1986年
  - エンパイア シティ:1931（販売：タイトー）- 日本国外版のタイトルは『Street Fight』
  - ダークミスト（販売：タイトー）
  - パニックロード（ビスコ共同開発、販売：タイトー）
- 1987年
  - マスタッシュボーイ（販売：マーチ）
  - クロスシューター（販売：タイトー） - 『雷電』の原型ともいえる縦スクロールシューティング。
- 1988年
  - リードアングル（販売：テクモ）- 日本国外版のタイトルは『Dead Angle』『Gang Hunter』
- 1989年
  - ダイナマイトデューク（販売：テクモ）
  - ダブルダイナマイツ（販売：テクモ）- ダイナマイトデュークの2人プレイ版
  - メタルフリーザー
- 1990年
  - 雷電（販売：テクモ）
- 1991年
  - とってもE雀 潜入!アイドルプロダクション（販売：テクモ）
  - グッとE雀 勝ち抜き麻雀賞金王!（販売：テクモ）
- 1992年
  - セイブカップサッカー - 日本国外版のタイトルは『Olympic Soccer’92』
- 1993年
  - ゼロチーム
  - 雷電II
- 1994年
  - 雷電DX
- 1995年
  - 戦球（販売：日本システム）- 日本国外版のタイトルは『Battle Balls』
  - バイパーフェイズ1（販売：日本システム）
- 1996年
  - ライデンファイターズ（販売：日本システム）
  - E雀ハイスクール（販売：日本システム）
- 1997年
  - ライデンファイターズ2 -Operation Hell Dive-（販売：日本システム）
  - Newゼロチーム - ゼロチームのマイナーチェンジ版
- 1998年
  - ライデンファイターズJET
- 1999年
  - E雀さくら荘 空き部屋あり〼。
- 2000年
  - ゼロチーム2000 - ゼロチームのマイナーチェンジ版

### コンシューマー
- 1995年
  - 雷電プロジェクト（プレイステーション）（販売：日本システム）
- 1996年
  - めざせ!戦球王（プレイステーション）（販売：日本システム）
- 1997年
  - 雷電DX（プレイステーション）（販売：日本システム）

### パーソナルコンピューター
- 1986年
  - 魔法使いウィズ（販売：ソニー）